# Rocky Gray
William Rocky Gray (Jacksonville, 2 luglio 1974) è un cantante e polistrumentista statunitense, nato nella scena musicale dell'Arkansas.
Fa parte dei Soul Embraced, dei Living Sacrifice e dei We Are the Fallen, ed ha suonato con gli Evanescence dal 1998 al maggio 2007.
Gray è sposato con Renee Gray e ha due figli, Abraham e Madison, con cui vive a Little Rock, Arkansas.

## Equipaggiamento
- Batteria
  - Tama
- Piatti
  - Sabian Cymbals
- Percussioni
  - Vater Percussion
- Altro
  - Evans Drumheads
  - ddrum Electronics
- Chitarre
  - Schecter

## Band
Attuali
- Rocky Gray (solo) – chitarre, batteria, basso (2014–presente)
- Soul Embraced – chitarra solista (1997–2009, 2014–presente), chitarra ritmica (1997–2006, 2014–presente), basso (1997–2006), batteria (2009–2014), cori (1999–presente)
- Mourningside – batteria (2004–presente)
- Living Sacrifice – chitarra solista, cori (1999–2003, 2005, 2008–presente)
- Machina – batteria (2005–presente)
- We Are the Fallen – batteria (2009–presente)
- Even Devils Die – chitarra, tastiere, programmazione (2014–presente)[1]
- Creepy Carnival - chitarra (2014–presente)
- Cryptic Memoirs - batteria, chitarra (2013–presente)

Anteriori
- Chalice – batteria (1991)
- Shredded Corpse – voce, chitarra, tastiere, basso (1991–1998)
- Sickshine[2] – batteria (1993–1995)
- PainGod (più tardi come Flesh Compressor) – chitarra (1994–1995)
- Seminal Death – voce, chitarra (1995)
- Thy Pain – chitarra, voce (2002)
- Kill System – chitarra (2002–2003)
- Evanescence – batteria (2002–2007)
- The Burning – chitarra (2005–2006)
- 3 for Sorrow – batteria, basso e chitarra (2005–2006)
- Fatal Thirteen – batteria (2006–2014)
- Solus Deus – chitarra solista, cori (2012–2017)

Turnista
- Bleeding Through – batteria (2008)
- The Killer and the Star – batteria (2009–presente)

Línea de tiempo

## Discografia
Con i Shredded Corpse
- Death Brings Erection (1994)
- Vomit (1994)
- Exhumed and Molested (1996)
- Human Obliteration (1998)

Con i Soul Embraced
- The Fleshless (1999)
- For The Incomplete EP (2000)
- This Is My Blood (2002)
- Immune (2003)
- Dead Alive (2008)
- Mythos (2013)

Con i Living Sacrifice
- The Hammering Process (2000)
- Conceived in Fire (2002)
- In Memoriam (2005)
- Death Machine EP (2008)
- The Infinite Order (2010)

Con gli Evanescence
- Evanescence EP (1998)
- Mystary EP (2003) (non ufficiale)
- Fallen (2003)
- Anywhere but Home (2004)
- The Open Door (2006)

Con i Machina
- Machina EP (2007)
- Delirium EP (2009)
- To Live and Die in the Garden of Eden (2010)
- Reveal (2010)

## CrimeWave
Nel 2005 Rocky inaugurò una linea di abbigliamento chiamata CrimeWave Clothing. CrimeWave è anche il nome dell'etichetta discografica del musicista, che attualmente ha sotto contratto i Fatal Thirteen.